# Sarah Marinda Bates Pratt

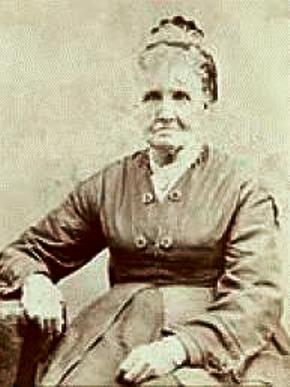
Sarah Marinda Bates Pratt

Sarah Marinda Bates Pratt (ur. 5 lutego 1817 w Henderson, zm. 25 grudnia 1888 w Salt Lake City) – pierwsza żona Orsona Pratta, jedna z postaci wczesnej historii ruchu świętych w dniach ostatnich (mormonów).

## Życiorys
Urodziła się w Henderson w stanie Nowy Jork jako córka Cyrusa Batesa i Lydii Harrington. Po zetknięciu się z niedawno zorganizowanym Kościołem Jezusa Chrystusa Świętych w Dniach Ostatnich została ostatecznie członkiem tej wspólnoty religijnej. Ochrzczona została przez Orsona Pratta, nieopodal Sackets Harbor w hrabstwie Jefferson (18 czerwca 1835). Nieco ponad rok później, 4 lipca 1836 w Henderson poślubiła Orsona Pratta, tego samego misjonarza, który ją ochrzcił. Przeniosła się następnie do Kirtland w stanie Ohio (1836). Pomieszkiwała w Nowym Jorku (1838–1839). W 1839 osiadła w Commerce (późniejszym Nauvoo) w stanie Illinois, ówczesnym centrum organizacyjnym mormonizmu. W 1842, wraz z Johnem C. Bennettem, oskarżyła Josepha Smitha, prezydenta Kościoła o niemoralne prowadzenie się. Prawdopodobnie ekskomunikowana wraz z małżonkiem (20 sierpnia 1842), została ponownie przyjęta do Kościoła i ochrzczona kilka miesięcy później (20 stycznia 1843).
Służyła na misji na wschód ówczesnych Stanów Zjednoczonych, wraz ze swym mężem (1843). Przeniosła się na obszar późniejszego Council Bluffs na terytorium Iowa (1846). Towarzyszyła mężowi w podróży do Wielkiej Brytanii, w związku z powołaniem Orsona na zwierzchnika struktur kościelnych w tym kraju. Osiadła w Liverpoolu (1848). Po powrocie do ojczyzny dołączyła do migracji mormońskiej na zachód. Dotarła do Salt Lake City w 1851. Przeniosła się do St. George (1862), powróciła później do Salt Lake City (1864). Ponownie ekskomunikowana (4 października 1874), zmarła w Salt Lake City.